# Steinlingalm

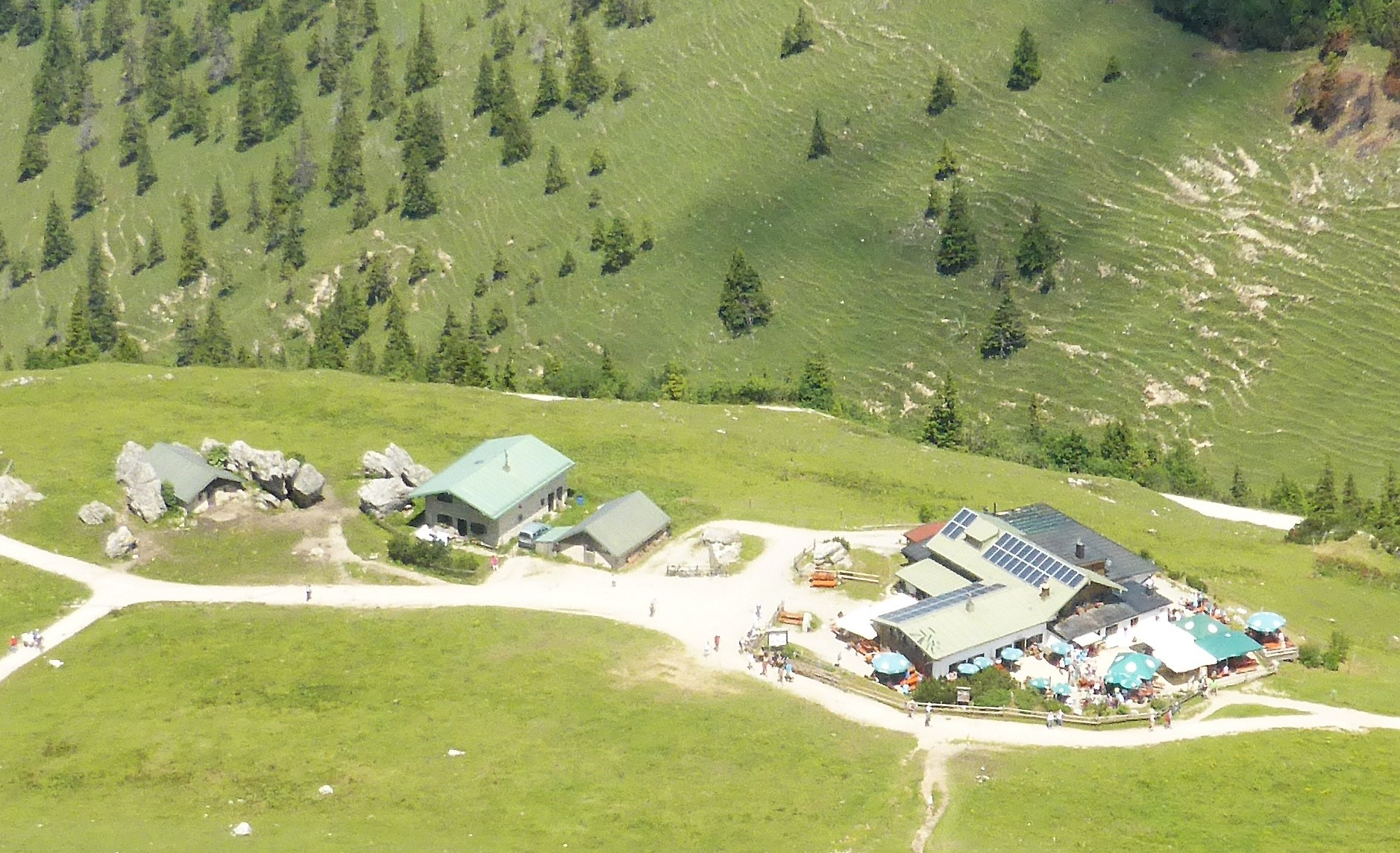
Steinlingalm von der Kampenwand aus gesehen

Die Steinlingalm ist eine Alm im Ortsteil Hohenaschau der Gemeinde Aschau im Chiemgau.
Zwei Almhütten der Steinlingalm stehen unter Denkmalschutz und sind unter der Nummer D-1-87-114-120 in die Bayerische Denkmalliste eingetragen.

## Baubeschreibung

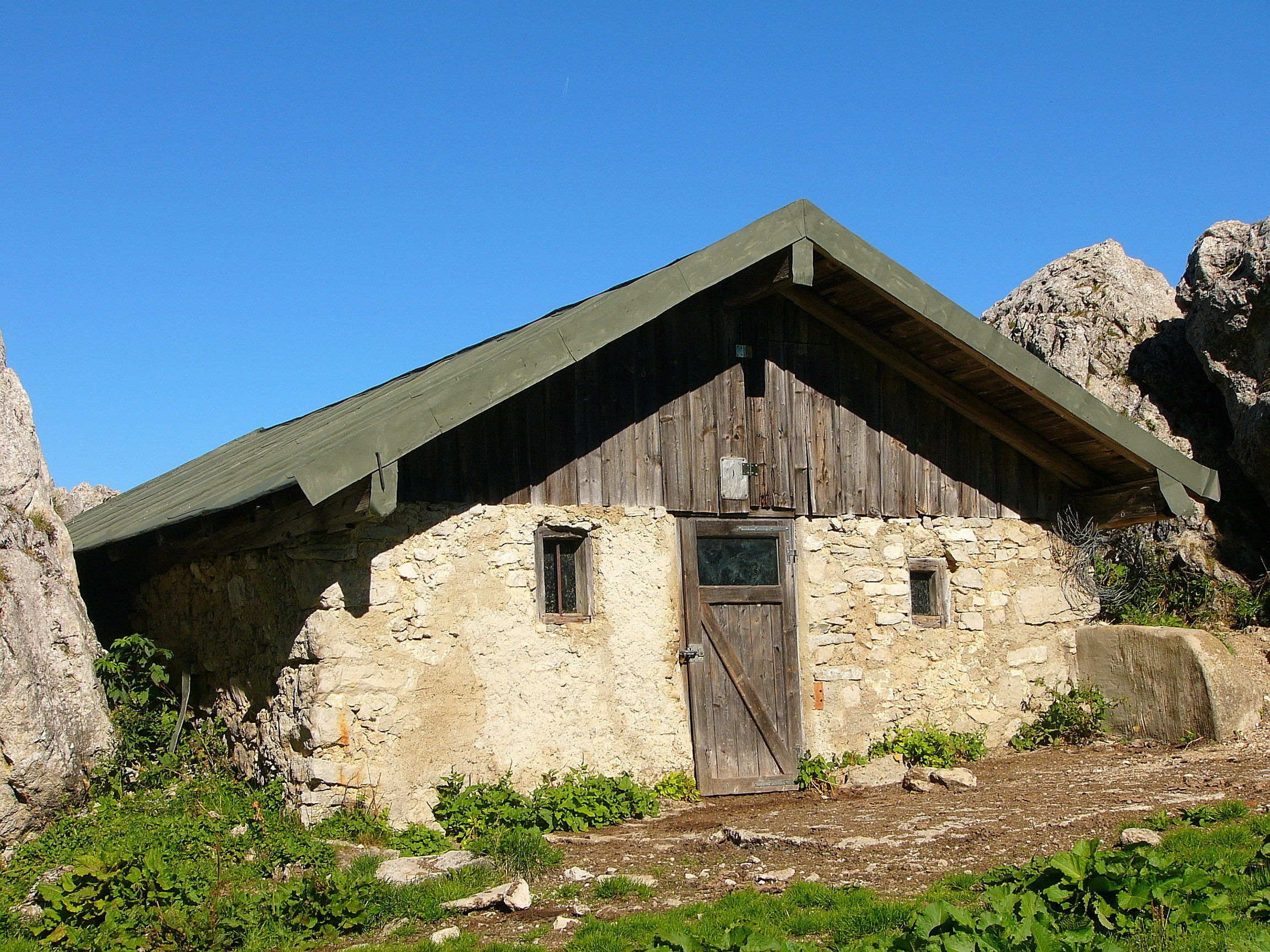
Weststadel auf der Steinlingalm

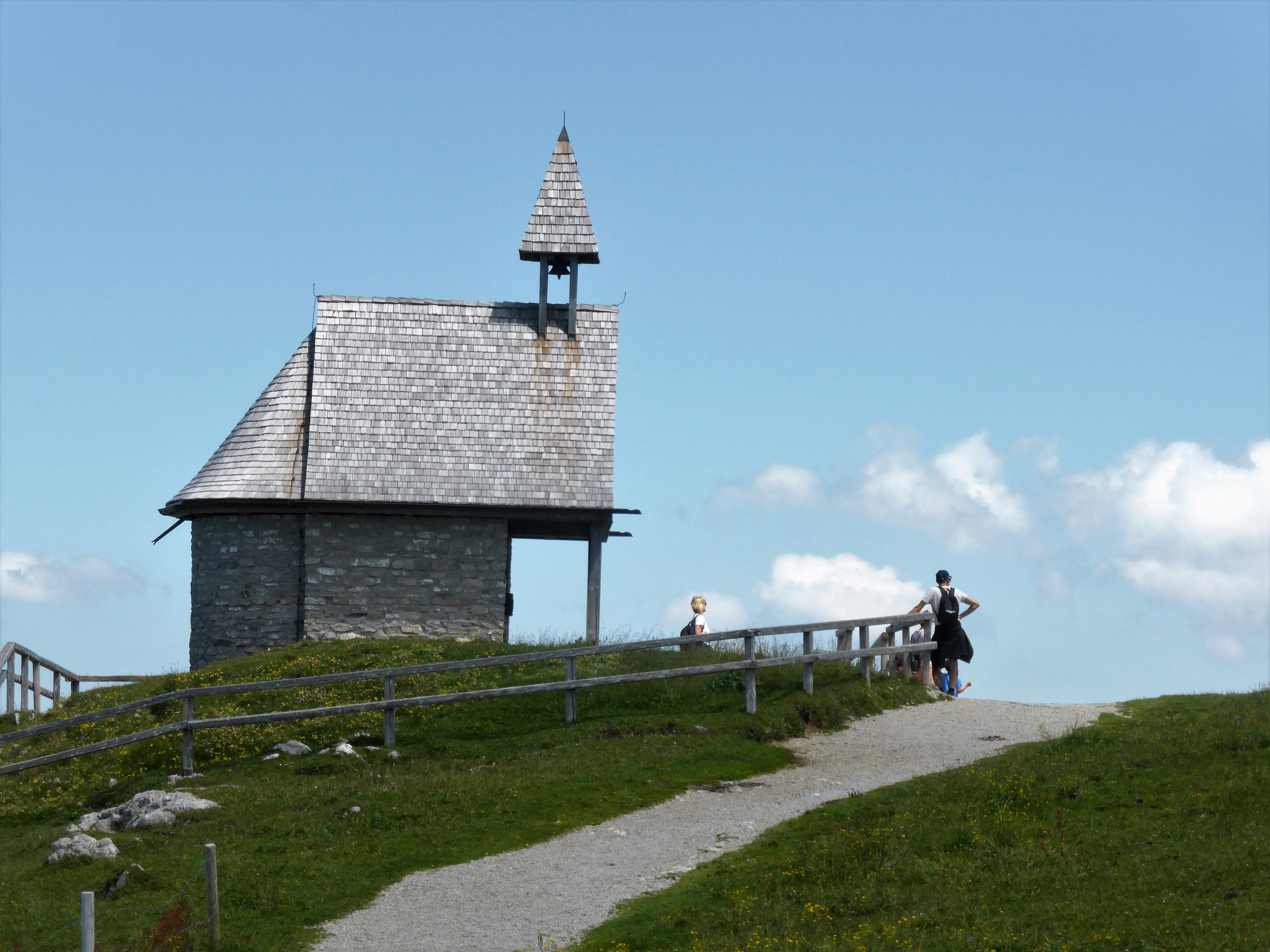
Kapelle auf der Steinlingalm

Der Weststadel ist ein eingeschossiger Satteldachbau mit unverputztem Bruchsteinmauerwerk und verschaltem Giebel. 
Das Beihaus der Carlhütte ist ein eingeschossiger Massivbau mit Satteldach und verschaltem Giebel. Beide Gebäude stehen unter Denkmalschutz und entstanden gegen Ende des 18. Jahrhunderts.
Weitere Gebäude auf der Steinlingalm sind ein ehemaliger Doppelkaser, der jetzt als Gaststätte genutzt wird, die Norbert-Carl-Hütte, die Gedenkkapelle Maria, Königin des Friedens von 1976 sowie die Bergwachthütte westlich leicht unterhalb der Alm.

## Heutige Nutzung
Die Steinlingalm ist bestoßen und bewirtet. Die Gastwirtschaft ist fast das ganze Jahr über geöffnet, zwischen Oktober und Mai gelten eingeschränkte Öffnungszeiten.

## Lage
Die Steinlingalm befindet sich nördlich unterhalb der Kampenwand auf einer Höhe von 1470 m ü. NN. 
Nach der Steinlingalm ist auch der Steinlinglift des kleinen Skigebietes an der Kampenwand benannt. Die Bergstation des Schleppliftes liegt in unmittelbarer Nähe der Alm. Die Bergstation der Kampenwandbahn ist zu Fuß in etwa 30 Minuten zu erreichen.